# Caster Semenya
Mokgadi Caster Semenya (Polokwane, 1991. január 7. –) kétszeres olimpiai bajnok és világbajnok dél-afrikai atléta.
Megnyerte a nyolcszáz méteres síkfutás döntőjét a 2009-es berlini világbajnokságon. A szám döntőjében a címvédő, kenyai Janeth Jepkosgei Busienei, valamint a brit Jennifer Meadows előtt lett első. Férfias külseje miatt azonban a nemzetközi sajtó többször is megkérdőjelezte nemét. E vádak miatt Semenya nem szándékozott felállni a dobogóra és átvenni az aranyérmet. Végül Leonard Chuene, a Dél-Afrikai Atlétikai Szövetség elnökének kérésére megtette.
A vádak tisztázása érdekében a Nemzetközi Atlétikai Szövetség nemvizsgálatra kötelezte, melynek eredménye alapján 2009 novemberére tervezték a döntéshozatalt az esetleges kizárásról. A döntéshozatalig felkérték Semenyát, hogy ne induljon versenyeken. 2009 szeptemberében nyilvánosságra került, hogy a Dél-afrikai Atlétikai Szövetség már a vb előtt megvizsgáltatta Caster Semenyát. A vizsgálat eredményei még a világbajnokság után sem váltak ismertté, de a dél-afrikai csapat orvosa valamint az IAAF szakemberei már a vb alatt javasolták Semenya nevezésének visszavonását.
Az IAAF 2010. július 6-án szakértői véleménye alapján visszaadta versenyzői engedélyét. A 11 hónapos kihagyás után Semenya nem vállalta az indulást a júliusi junior vb-n.
A 2016-os riói olimpián 800 méteres síkfutásban olimpiai bajnoki címet szerzett.

## Egyéni legjobbjai
- 800 méter - 1:55,45
- 1500 méter - 4:08,01